# Климковське сільське поселення
Кли́мковське сільське поселення (рос. Климковское сельское поселение) — адміністративна одиниця у складі Білохолуницького району Кіровської області Росії. Адміністративний центр поселення — селище Климковка.

## Історія
Станом на 2002 рік на території сучасного поселення існували такі адміністративні одиниці:
- Климковський сільський округ (селища Климковка, Піщанка)

Поселення були утворені згідно із законом Кіровської області від 7 грудня 2004 року № 284-ЗО у рамках муніципальної реформи шляхом перетворення Климковського сільського округу.

## Населення
Населення поселення становить 955 осіб (2017; 1009 у 2016, 1053 у 2015, 1096 у 2014, 1157 у 2013, 1199 у 2012, 1282 у 2010, 1476 у 2002).

## Склад
До складу поселення входять 2 населених пункти:
| Населений пункт   | Населення, осіб (2002) | Населення, осіб (2010) |
| ----------------- | ---------------------- | ---------------------- |
| Климковка, селище | 1390                   | 1231                   |
| Піщанка, селище   | 86                     | 51                     |